# Seconda battaglia di al-Faw
La seconda battaglia di al-Faw, conosciuta anche come operazione Ramadan Mubarak (Sacro Ramadan), fu una battaglia combattuta durante la guerra Iran-Iraq il 17 aprile 1988. In seguito alla sua sconfitta nella prima battaglia di al-Faw due anni prima, il nuovo ristrutturato esercito iracheno condusse un'operazione su larga scala per espellere gli iraniani al di fuori della penisola di al-Fāw e riottenere in tal modo il controllo del traffico marittimo del porto di Bassora.

## Lo svolgimento della battaglia
Gli iracheni concentrarono oltre 100 000 truppe della Guardia Repubblicana irachena e intrapresero un massiccio attacco con armi chimiche, il quale creò scompiglio tra le difese iraniane che consistevano unicamente di 15 000 militi volontari Basij. L'ala sud dell'assalto iracheno era composta dalle divisioni della guardia repubblicana "Madinah" e "Baghdad" le quali assaltarono le linee iraniane e consentirono alla divisione corazzata "Hammurabi" di passare attraverso e di muoversi avanti verso la costa sud della penisola e la stessa città di al-Faw. Nel frattempo, l'8º corpo dell'esercito regolare iracheno attaccò a nord della linea insieme alla 7ª divisione di fanteria e alla 6ª divisione corazzata: l'attacco della 7ª divisione di fanteria fu fermato ma la 6ª divisione corazzata riuscì a sfondare le linee iraniane e la 1ª divisione meccanizzata si spinse in avanti e riuscì in seguito a incontrarsi con la guardia repubblicana al di fuori di al-Faw. In meno di 35 ore la penisola fu riconquistata e la maggior parte dell'equipaggiamento iraniano fu catturato intatto.